# 埃尔岑豪森
埃尔岑豪森是德国莱茵兰-普法尔茨州的一个市镇。总面积5.63平方公里，总人口724人，其中男性355人，女性369人（2011年12月31日），人口密度129人/平方公里。